# Sint-Mariakathedraal (Kingston)
De Sint-Mariakathedraal (Engels: St. Mary's Cathedral) is een rooms-katholieke kathedraal in Kingston, Ontario, Canada. De volledige naam van het gebouw is Kathedraal van de Heilige Maria van de Onbevlekte Ontvangenis (Cathedral of Saint Mary of the Immaculate Conception). Het is een van de vier kerken die binnen een lengte van 600 meter aan de Clergy Street staan, en dient als kathedraal van het aartsbisdom Kingston. 

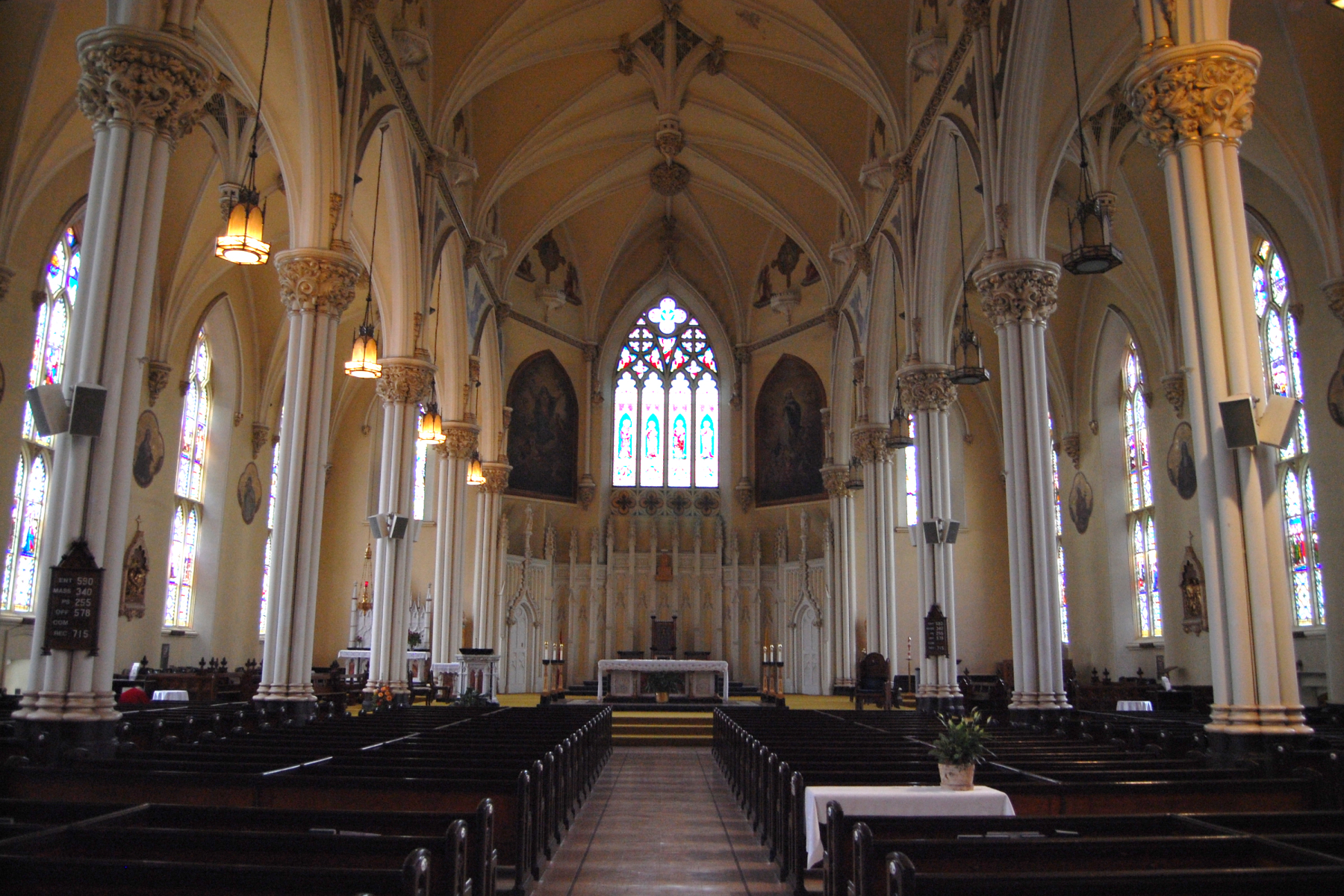
Interieur van de kathedraal

## Geschiedenis
De bouw van de door de architect James R. Bowes ontworpen kerk begon in 1842. De kathedraal werd officieel geopend op 4 oktober 1848 en werd aanmerkelijk vergroot in 1889 naar een ontwerp van Joseph Connolly.

## Renovatie
Tussen 1987 en 1995 vond er een grootschalige renovatie plaats. Tegelijkertijd werd een groot deel van de noordelijke muur herbouwd en het 50 jaar oude dak van asbest vervangen door een dakbedekking van leisteen.   
De kosten van de verbouwing bedroegen ongeveer CAD 7.000.000.